# Alfredo Ramos Maya
Alfredo Ramos Maya (Medellín, 4 de noviembre de 1977) es un abogado y político colombiano. Hijo del exgobernador  de Antioquia Luis Alfredo Ramos. En las elecciones legislativas de 2014 fue elegido, por medio de lista cerrada, Senador de la República por el Centro Democrático, en este cargo se desempeñó hasta el 20 de julio de 2018. Fue concejal de la ciudad de Medellín, para el período 2020-2023.

## Biografía
Alfredo Ramos Maya nació en Medellín, Antioquia en la familia de Luis Alfredo Ramos y María Eugenia Maya, es bachiller del colegio Benedictinos de Envigado, se graduó de Derecho en la Universidad Pontificia Bolivariana y es especialista en Derecho Constitucional por la Universidad de Antioquia, también es Administrador de Negocios y realizó una especialización en mercadeo en la Universidad EAFIT.

## Trayectoria
Para las elecciones legislativas de 2014, Ramos formó parte de la lista cerrada al Senado de la República del movimiento político Centro Democrático, encabezada por el expresidente Álvaro Uribe donde ocupó el renglón número trece de dicha lista y resultó elegido senador para el periodo 2014-2018. Tomó posesión de su cargo el 20 de julio de 2014. 
Decidió no presentarse a las elecciones legislativas de 2018, una vez que confirmó que su colectividad, Centro Democrático, optó por la figura de listas abiertas al congreso, ya que decidió postularse a la alcaldía de Medellín. 
Durante su carrera profesional y política no ha ejercido más cargos públicos, aunque se ha desempeñado en el sector privado.  

## Candidato a la Alcaldía de Medellín
Encabezó las encuesta para ser Alcalde de Medellín, seguido de Daniel Quintero Calle. Sin embargo, se vio derrotado por Quintero durante los comicios locales que tuvieron lugar el 27 de octubre de 2019.

## Concejo de Medellín
Llegó al Concejo de Medellín ocupando la curul de oposición después de quedar segundo en las elecciones locales del 2019, desde su posesión en enero de 2020, se dedicó a realizar control político y vigilancia a la administración del exalcalde Daniel Quintero, desde su curul realizó importantes debates de control político a entidades y secretarías de la Alcaldía de Medellín. 
Culminó su periodo como concejal de Medellín con logros importantes en materia de control político, promovió la primera Moción de Censura en la historia de la ciudad contra el secretario privado de la Alcaldía por malos manejos en los fondos fijos del despacho del alcalde. También es investigado por corrupción y por celebración de contratos indebidos.